# A Nemzetközi Űrállomás 20. alaplegénysége
A Nemzetközi Űrállomás 20. alaplegénysége (expedíciója) az első hattagú alaplegénység, melyet két Szojuz űrhajóval, a 19. alaplegénységet szállító Szojuz TMA–14-gyel és az ezt hatfősre kibővítő Szojuz TMA–15-tel juttattak fel. Az alaplegénység parancsnoka Gennagyij Padalka, ő az első, aki egymás után két alaplegénység parancsnoka, mert a 19.-et is ő vezette. A legénység tagja Nicole Stott az utolsó, akit Space Shuttle szállított fel.

## Személyzet
(zárójelben a repülések száma a küldetéssel együtt)
- Gennagyij Padalka (3), parancsnok,  Oroszország
- Michael Barratt (1), fedélzeti mérnök,  Egyesült Államok
  - Vakata Kóicsi (3) fedélzeti mérnök,  Japán
  - Timothy Kopra (1) fedélzeti mérnök,  Egyesült Államok
  - Nicole Stott (1) fedélzeti mérnök,  Egyesült Államok
- Frank De Winne (2), fedélzeti mérnök,  Belgium
- Roman Romanyenko (1), fedélzeti mérnök,  Oroszország
- Robert Thirsk (2), fedélzeti mérnök,  Kanada